# Namibcypris costata
Namibcypris costata es una especie de crustáceo ostrácodo de la familia Candonidae, posiblemente endémica del sur de Kaokoveld, en el norte de Namibia.
Fue descrito a partir de muestras recolectadas en dos manantiales situados en la zona de Sesfontein en 1987 y 1990, respectivamente, no habiéndose registrado desde entonces. Considerando detalles morfológicos y lo que se sabe de parientes cercanos, se cree que Namibcypris costata muy probablemente sea un animal acuático hipogeo (las especies de aguas subterráneas pueden encontrarse en manantiales superficiales alimentados por aquellas, sin ser su hábitat principal). Si bien se le clasificó hasta 2025 como extinta sobre la base de su ausencia en un muestreo de 1995, en tanto en cuanto hacen falta mayores estudios pertinentes en la zona (atendiendo a la naturaleza del animal), hoy por hoy se le cataloga como críticamente amenazada. 